# Militärische Luftfahrt
Militärische Luftfahrt ist Luftfahrt zu militärischen Zwecken. Dazu zählt der Einsatz von militärischen Luftfahrzeugen
- für offensive, defensive und unterstützende Luftkriegsoperationen
- zur Aufklärung und Überwachung sowie
- zum Transport von Personal und Material

Bereits im Ersten Weltkrieg wurden die gerade erst erfundenen Flugzeuge eingesetzt. Im Zweiten Weltkrieg hat die Luftüberlegenheit bereits Entscheidungen beeinflusst, im Golfkrieg erfolgen große Teile der Kriegführung aus der Luft. In jüngster Zeit gewinnen unbemannte Luftfahrzeuge zunehmend an Bedeutung.
Militärpiloten oder Militärflieger sind die Piloten der militärischen Fluggeräte: Ihre Bezeichnungen leiten sich einerseits von den verwendeten Fluggeräten ab wie Strahlflugzeugführer oder Hubschrauberpilot, andererseits aber auch von den entsprechenden Aufgaben innerhalb der Militärfliegerei, wie z. B. Kampfpilot.

## Luftüberlegenheit

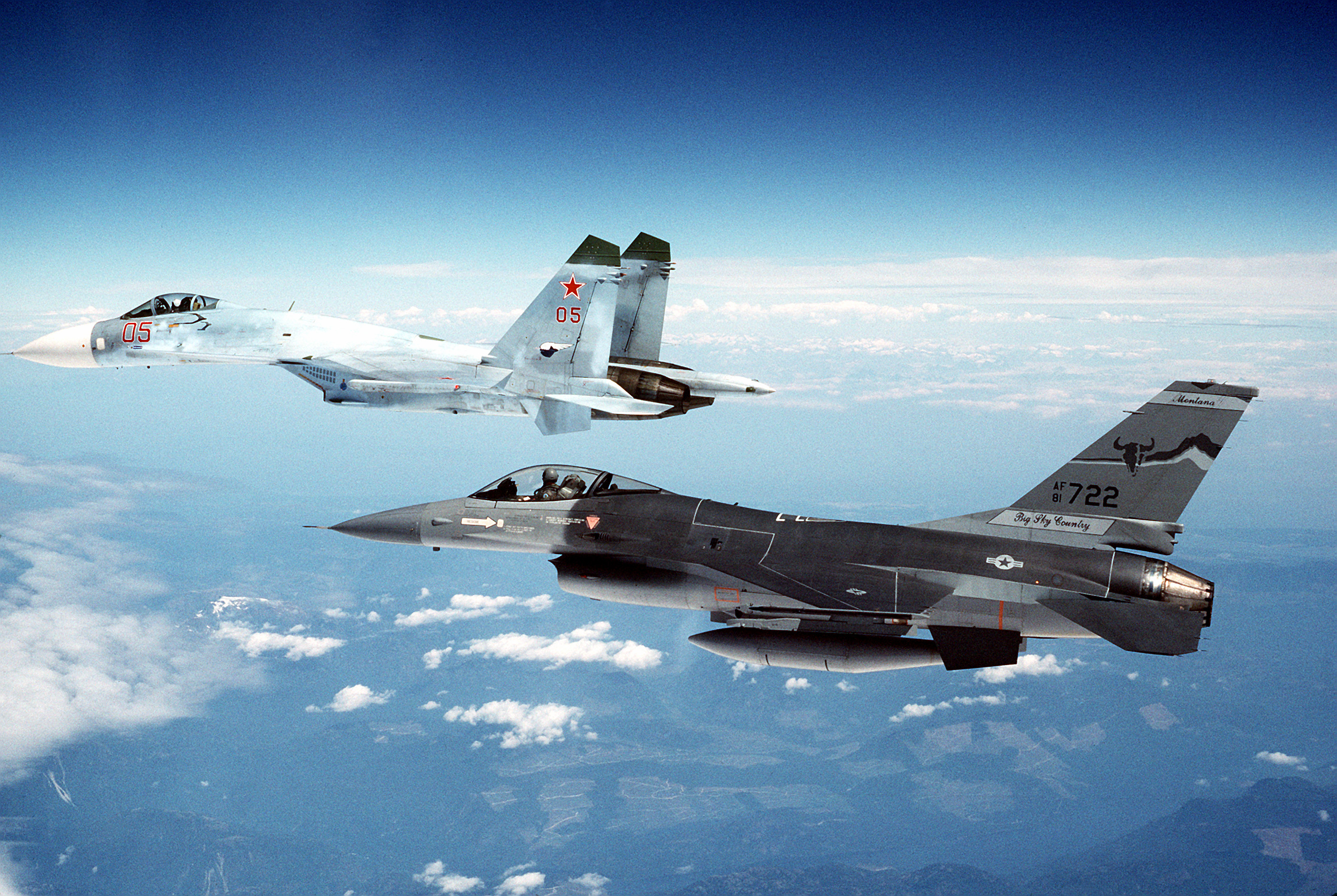
Eine sowjetische Su-27 Flanker und eine US-amerikanische F-16A Fighting Falcon im August 1990

Eine Voraussetzung für eine erfolgreiche Operationsführung ist ein ausreichender Grad der Kontrolle über den Luftraum. Durch den Einsatz von Kampfflugzeugen soll eine Luftüberlegenheit erlangt werden. Dadurch sollen gegnerische Luftkriegsoperationen in ihrer Wirksamkeit herabgesetzt und die Luftbedrohung für eigene Kräfte am Boden oder auf See zumindest reduziert werden.:1–8

## Luft-Boden-Einsätze
Einsätze von Luftstreitkräften gegen Ziele am Boden sind:
- Offensiver Kampf gegen das gegnerische Luftkriegspotenzial am Boden (englisch Offensive Counter Air-Attack)[1]:1–9
- Abriegelung aus der Luft (englisch Air Interdiction)[1]:1–10
- Luftnahunterstützung (englisch Close Air Support)[1]:1–11

## Weitere Aufgaben
Transportflugzeuge ermöglichen den schnellen Transport von Personal und Material auch in entlegene Gebiete, sowie deren Ausfliegung im Falle des Rückzugs. Hubschrauber erfüllen den gleichen Zweck bei geringerer Reichweite und Fluggeschwindigkeit. Flugzeugträger bringen große Mengen von trägergestützten Flugzeugen über weite Strecken in die Nähe eines Kampfgebietes und sind gleichzeitig deren Versorgungsbasis. Besondere Vorrichtungen dienen vielen militärischen Luftfahrzeugen dazu, in der Luft aufzutanken.

## Arten von Flugzeugen
Militärische Luftfahrzeuge werden von allen Teilstreitkräften (Luftwaffe, Heer, Marine, in einigen Nationen (zum Beispiel USA) auch Marine Corps) betrieben.
Man unterscheidet
- Kampfflugzeuge
  - Jagdflugzeuge
  - Jagdbomber
  - Bomber
- Aufklärungsflugzeuge
- Transportflugzeuge
  - Tankflugzeuge zur Luftbetankung
- Trägergestützte Flugzeuge
- Senkrechtstarter
- Hubschrauber
- Im Zweiten Weltkrieg Sturzkampfflugzeuge und Schlachtflugzeuge